# Armand Fallières

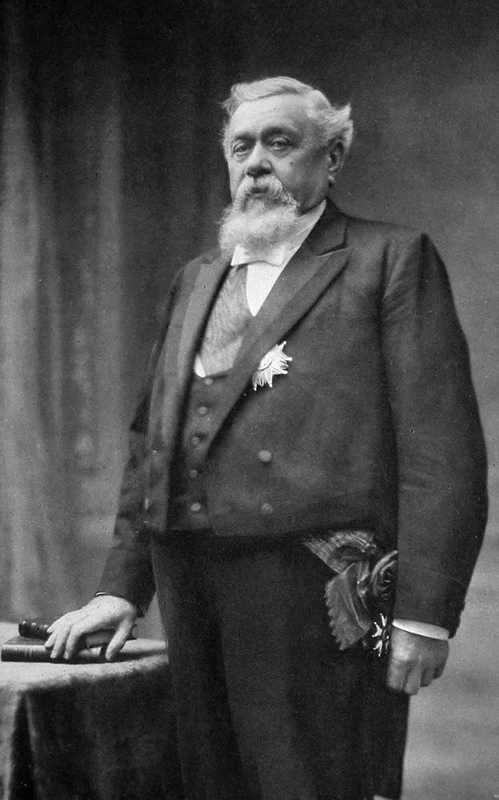
Armand Fallières

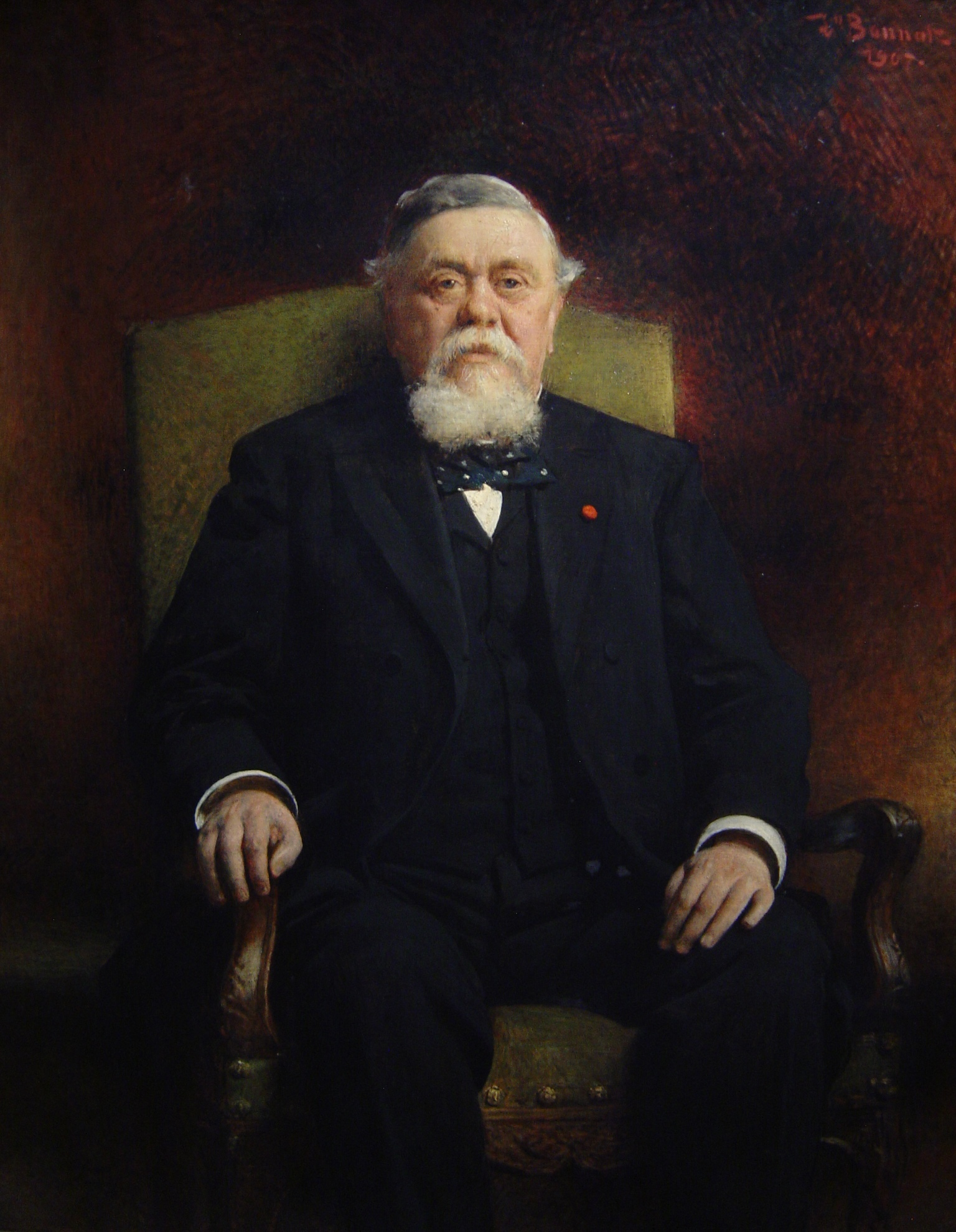
Armand Fallières (Léon Bonnat 1907)

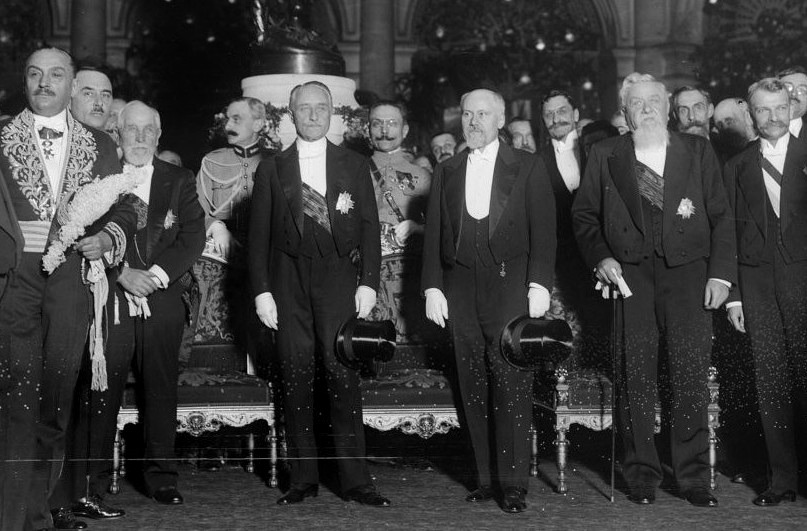
Armand Fallières mit den Präsidenten Émile Loubet, Paul Deschanel und Raymond Poincaré (18. Februar 1920)

Clément Armand Fallières (* 6. November 1841 in Mézin, Département Lot-et-Garonne; † 21. Juni 1931 ebenda) war ein französischer Politiker (AD). Von 1906 bis 1913 war er Staatspräsident der Dritten Republik.

## Leben
Fallières entstammte einer Handwerkerfamilie. Nach dem Studium der Rechtswissenschaften in Paris heiratete er 1868 Jeanne Bresson und ließ sich als Rechtsanwalt in Nérac nieder, wo er zum Gemeinderatsmitglied und 1871 zum Bürgermeister gewählt wurde. 1876 zog er für die Gemäßigten Republikaner (Républicains modérés) in die Nationalversammlung ein. Als Abgeordneter vertrat er bis 1889 einen Wahlkreis des südwestlichen Départements Lot-et-Garonne. Er wurde 1880 Staatssekretär, 1882 Innen- und Kultusminister. Anfang 1883 war er für nur drei Wochen Ministerpräsident, danach bis 1885 Minister für Bildung und Kunst. 1887 wurde er erneut Innen- und zusätzlich Justizminister. 1889–90 war er erneut Bildungs- und 1890–92 wiederum Justizminister. Von 1890 bis 1906 gehörte Fallières als Vertreter des Départements Lot-et-Garonne dem französischen Senat an. Diesem stand er ab dem 3. März 1899 als Präsident vor.
Als Kandidat der gemäßigt-republikanischen Alliance républicaine démocratique wurde Fallières 17. Januar 1906 von den beiden Parlamentskammern mit deutlicher Mehrheit im ersten Wahlgang zum Staatspräsidenten gewählt. Auf ihn entfielen 449 Stimmen, auf seinen Kontrahenten Paul Doumer von den Radikalen (der 1931 selbst Staatspräsident wurde) 371 Stimmen. Als Staatsoberhaupt löste er 1906 Émile Loubet ab und bemühte sich in der Vorkriegszeit vorrangig um die Festigung der Triple Entente mit England und Russland. Er sah sich starken Regierungschefs wie Georges Clemenceau, Aristide Briand und Raymond Poincaré gegenüber, konnte aber in einer allgemein respektierten Schiedsrichterrolle seinen Einfluss wiederholt geltend machen. Nach sieben Jahren Amtszeit kandidierte Fallières 1913 nicht erneut, sondern zog sich aus der Politik zurück. Sein Parteikollege Raymond Poincaré folgte ihm im Amt.

## Auszeichnungen
Nach ihm ist die Fallières-Küste in der Antarktis benannt. 1906 wurde ihm das Großkreuz der Ehrenlegion verliehen.